# Narayanganj Sadar
Narayanganj Sadar è un sottodistretto (upazila) del Bangladesh situato nel distretto di Narayanganj, divisione di Dacca. Si estende su una superficie di 100,75 km² e conta una popolazione di 604.561  abitanti (dato censimento 1991).